# Jahr des Tigers
Jahr des Tigers je německý hraný film z roku 2017, který režíroval Tor Iben podle vlastního scénáře. Snímek měl světovou premiéru na filmovém festivalu Hofer Filmtage  dne 27. října 2017.

## Děj
Tom bydlí se svou sestrou u matky. Jeho zálibou je sbírání různých masek. Nepracuje, peníze získává Loupežemi se svým kamarádem Rachidem. Jednou v noci se vloupají do bytu, kde narazí na spícího mladého muže. Tom je jím fascinován a začne ho sledovat. V době Larsovy nepřítomnosti chodí do jeho bytu, obléká si jeho oblečení a spí v jeho posteli. Snaží se o něm zjistit co nejvíce podrobností.

## Obsazení
| Alexander Tsypilev | Tom             |
| Julien Lickert     | Lars            |
| Patrick G. Boll    | Rachid          |
| Astrid Kohrs       | Elvira          |
| Eva Nürnberg       | Tyra            |
| Toni Kadrija       | motorkář / Tobi |
| Michael del Coco   | Daniel          |